# Die Bowling Gang
Die Bowling Gang (Originaltitel: Alley Cats Strike!) ist eine US-amerikanische Filmkomödie von Rod Daniel die im Jahr 2000 produziert wurde. Sie zählt zu den Disney-Channel-Original-Movies. Drehort der für The Walt Disney Company produzierten Komödie war Toronto.

## Handlung
Alex Thompson, Elisa Bowers, Ken Long und Delia Graci sind Schüler an der West Appleton Junior High School. Sie gelten als Außenseiter. Die vier Schüler werden auserkoren, ihre Schule im Wettbewerb gegen eine andere Schule zu vertreten.

## Kritiken
Brian Webster meinte auf Apollo Movie Guide, die Komödie sei flach, aber man könne sie mögen. Sie kombiniere zwei populäre Genres der Kinderfilme – einen Sportfilm und einen Film über Außenseiter, die gewinnen würden. Sie wirke spartanisch produziert, aber nicht billig, ihre Moral sei einfach, die gezeigten Konflikte seien mild.

„Komödiantische Unterhaltung, die in bewährter Disney-Art nach einigen Verwicklungen dem Happy End entgegen strebt.“

„Dramenkomödie für die ganze Familie.“

## Auszeichnungen
Robert Richard erhielt 2001 eine Nominierung für den Young Artist Award („Best Performance in a TV Movie (Comedy) – Leading Young Actor“)